# Filippo Iannone
Filippo Iannone O.Carm (Napels, 13 december 1957) is een Italiaans geestelijke en een aartsbisschop ad personam van de Rooms-Katholieke Kerk, werkzaam voor de Romeinse Curie.
Iannone trad in bij de orde der Karmelieten, waar hij op 15 oktober 1980 zijn geloften aflegde. Zijn priesterwijding vond plaats op 26 juni 1982.  Hij studeerde theologie aan het San Luigi pauselijke seminarie van Zuid-Italië en rechten aan de Pauselijke Lateraanse Universiteit, waar hij promoveerde als doctor utriusque iuris.
Iannone werd op 12 april 2001 benoemd tot hulpbisschop van Napels en tot titulair bisschop van Nebbi; zijn bisschopswijding vond plaats op 26 mei 2001. Op 19 juni 2009 volgde zijn benoeming tot bisschop van Sora-Aquino-Pontecorvo. Iannone werd op 31 januari 2012 benoemd tot vicegerent van het bisdom Rome, en tot aartsbisschop ad personam. De vicegerent is de rechterhand van de kardinaal-vicaris.
Op 11 november 2017 werd Iannone benoemd tot adjunct-secretaris van de Pauselijke Raad voor de Wetteksten. Op 7 april 2018 volgde zijn benoeming tot president van deze raad; hij was de opvolger van Francesco Coccopalmerio, die met emeritaat was gegaan. De naam van de raad werd in 2022 gewijzigd in Dicasterie voor de Wetteksten; Iannone werd de eerste prefect van deze dicasterie.
- Gemeinsame Normdatei: 1262355958
- International Standard Name Identifier: 0000 0001 1683 2387
- Istituto Centrale per il Catalogo Unico: CFIV078127
- Virtual International Authority File: 88869352